# スペイン黄金時代美術

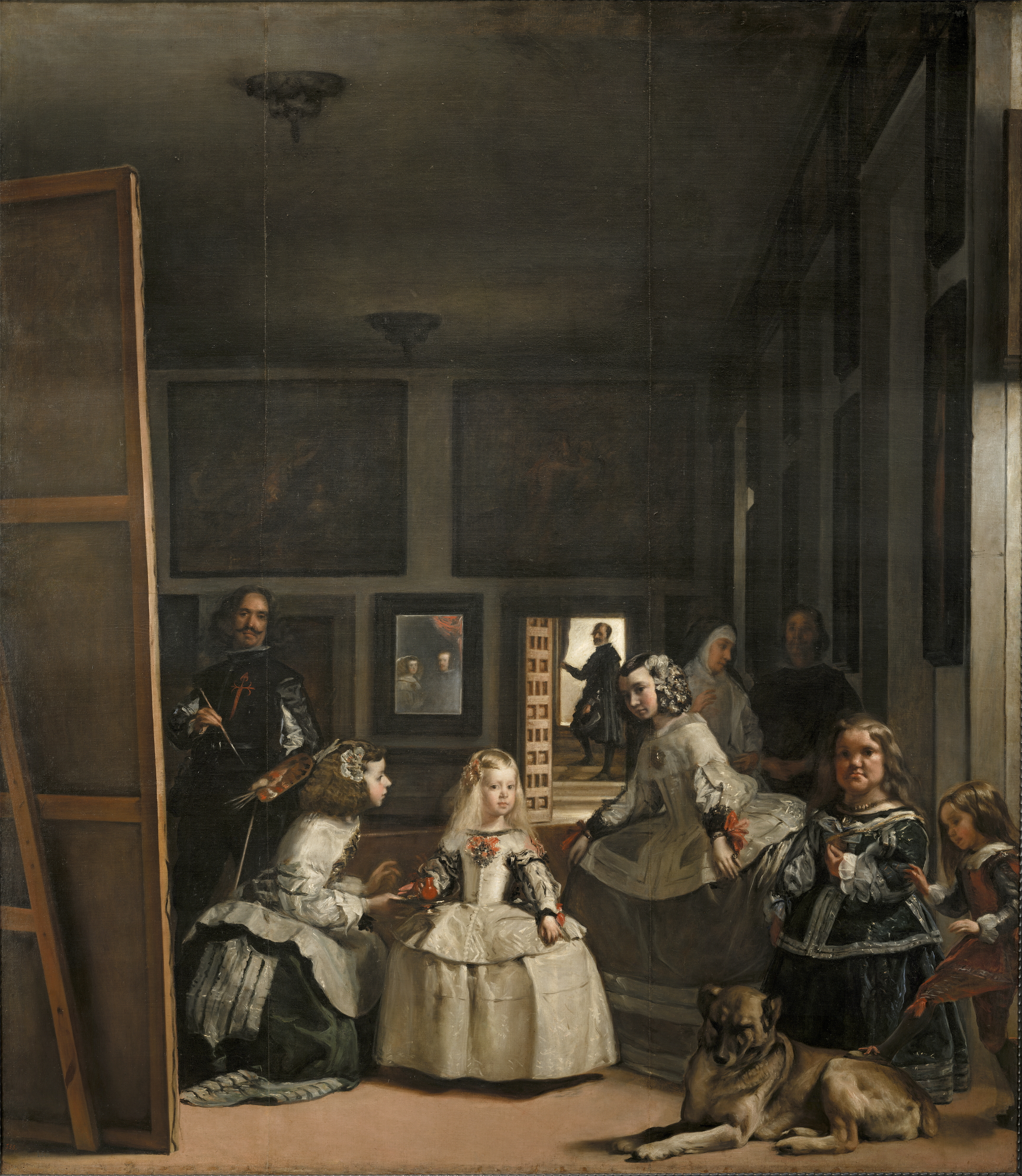
ディエゴ・ベラスケス：『ラス・メニーナス』または『フェリペ 四世の家族』、1656年、画布に油彩、310 cm × 276 cm 、プラド美術館。

スペイン黄金時代美術（スペインおうごんじだいびじゅつ）ではレコンキスタ完了期から1700年ハプスブルク家支配の終了に至る時期の美術の流れを扱う。「スペイン黄金世紀絵画」とも。17世紀バロック絵画の中で「陽の沈まぬ帝国」を達成したスペインの美術はその独自性と豊かさから特筆される。

## 前史　1516年まで
イスラム勢力をイベリア半島から追い出すレコンキスタが1492年に完了し、ふたりでスペイン王座に就いたイサベル1世とフェルナンド2世は本格的に絵画のパトロネージュを開始する。しかし当時のスペインは美術の中心であったイタリアの諸都市の美術に近づける環境ではなく、自国の審美眼も肥えたものではなかった。相次ぐ戦争によって文化はあまり重きを置かれなかったことや、イスラーム支配による絵画芸術の伝統の断絶など様々な要因があげられるが、外国から芸術家をスペインに招聘するという形でその後進性を埋めようとした。彼らは当時都が置かれていたトレドや貿易の一大拠点のセビリアに集い、後に繋がる美術の土壌を作っていった。
1492年、バルト海沿岸のレバル（現在のエストニア、タリン）出身で、フランドル地方のブリュージュでフランドル派絵画を学んでいたミケル・シトーはスペイン宮廷に仕えることとなった。そこでフェルナンド王の肖像などを北方的なタッチで描きだし名声を博した。他にも多数宗教画などを描き、その後の王族に愛され後進に確かな影響をもたらすものの、20世紀になるまで忘れ去られ現在はほとんど作品が残っていない。他にはこちらもフランドル派の画家フアン・デ・フランデスが陰影のしっかりした北方的な宗教画や肖像画を描いている。このように北方ルネサンスのフランドル絵画と密接な関係にある。ただスペイン出身の画家も現れ始め、パレンシア出身のペドロ・ベルゲーテはフランドル派の描き方を習得した後イタリアへ旅して、ウルビーノの宮廷とも関わった可能性が高い人物で、1483年にスペインへ帰ってくる。彼のイタリア風の表現は宮廷のみならず教会も欲しがり、広く影響を与えた。おそらくスペイン人画家で最初期にイタリアの表現や技法をスペインに本格的な形で導入した人物であるから、美術史的に重要な人物である。イタリアからの影響という点ではフアン・デ・ボルゴーニャがフレスコ画の技法をイタリアから導入したことも特筆される。アビラやトレドの大聖堂にトスカーナ的な彼のフレスコ画が多数残っている。
宮廷以外の地域でも絵画の革新が興った。貿易と金融で当時スペイン一の豊かさを誇ったバレンシアではイタリアの画家パオロ・ダ・サン・レオカディオが写実性に富んだ作品を生み出し、バレンシア出身の画家フェルナンド・イェーネス・デ・ラ・アルメディナは、同時期に活躍していたレオナルド・ダ・ヴィンチの様式を見事に吸収している。同じくバレンシアのエルナンド・リャノスもイタリア絵画の流れを汲んだ作品を多く描いている。同じく港湾都市のバルセロナでもミラノからナポリまでを渡り歩いて修業したペドロ・フェルナンデスが現れ、主に祭壇画で活躍した。セビリアではアレホ・フェルナンデスが1540年代までセビリアの画壇に君臨していた。
これらのようにフランドル派とイタリアルネサンス絵画からどん欲に学び、以降の強固な素地を創り上げた。しかし学びはしたがスペインに純ルネサンス的な絵（例えばギリシア・ローマ神話などを画題にしたものなど）は流行らず、熱心なカトリシズムのため宗教画が主であった。また、スペイン人の画家も活躍し始めたものの、やはり外来の画家の方が先進的だとされ重宝される時代は17世紀まで顕著である。

## 陽の沈まぬ帝国　1598年まで
ハプスブルク家出身のフェリペ1世の短期間の統治の後、1516年に即位し空前の大帝国を統治したカルロス1世（神聖ローマ皇帝としてはカール5世）と、それを受け継ぎ1598年まで即位したフェリペ2世の時代を扱う。新大陸の資源による莫大な収益と、組織された官僚制や常備軍を備えた中央集権国家が完成され絶頂期を迎えたが、相次ぐ海外遠征や宗教戦争に関与した時代である。
16世紀前半はスペインにマニエリスムの様式が導入された時期である。主な画家としてペドロの息子アロンソ・ベルゲーテとペドロ・マチューカが挙げられる。ベルゲーテは父親の没後イタリアに渡り、各地で絵の修業をしたのみならずミケランジェロから彫刻を学んだ。1518年に戻り当時のイタリアで起きていたマニエリスム様式をスペインに導入した。同時代の最も優れた画家として評価され、スペインで自立的な活動ができた最初の画家といわれる。経済的にも裕福だったと伝わり、最高の名誉である宮廷画家にもなった。しかしカルロス1世とも面会しグラナダの宮殿や教会装飾を担当する予定であったが実現せず、愛想をつかした彼は1526年以降は絵よりも宗教的な法悦を表した彫刻での表現に軸を移していく。実際カルロス1世はスペイン王であったものの相次ぐ遠征でスペインの宮廷にはほとんどいなかったため、宮廷画家との綿密な打ち合わせは困難だったと考えられる。
ペドロ・マチューカもベルゲーテ同様に長くローマで学び、ほぼ同時期にスペインに戻ってきた。ヴァチカンでラファエロの工房の一員として働いていたとされ、彼の作品にもラファエロ風の聖母子像がある。ただしスペインに戻ると同僚のベルゲーテの影響かマニエリスム的な表現へと移行する。また彼は建築家としても活躍し、アルハンブラ宮殿にイタリアルネサンス様式の宮殿を設計するなど、多方面に才能を発揮した。
この時代はその強大な経済力と権力から、ハプスブルク家勢力下の地域から名画を多数収集し、王室のコレクションが形成されていった。裕福な貴族たちもフランドル派の絵（当時フランドル地域もスペイン領）やヴェネツィア派の絵を購入するようになる。また、カルロス1世は1548年ドイツのアウクスブルク滞在中にティツィアーノに『騎乗像』を描かせている。ティツィアーノを気に入ったカルロス1世は彼に年金を与え特別にもてなし、フェリペ2世は彼をマドリードに住まわせている。それ故にティツィアーノの絵画は宮廷画家を驚かし、貴人の審美眼を高めた。彼の後期の作品が持つ色彩表現やタッチは後世のスペイン画家たちに計り知れない影響を与えたのだった。
16世紀後半フェリペ2世の時代になると、版画技術の向上や交易の進展でイタリアの版画の影響がよく見られるようになる。マルカントニオ・ライモンディのラファエロの作品を写した版画がスペインに広く流通した。これまではフランドルなど北方的な要素が強かったスペイン絵画もイタリア志向が強まり決定的になった時代である。それを「Secondhand Renaissance」と形容する学者もいる。図像も技法もイタリア絵画に準拠する傾向が強まり、独創的な表現は現れなかった。この時代周辺の代表的な画家にフアン・コレーア、フアン・ソレダ、ヴィンセント・マシップ、フアン・デ・フアネスら、フランドル出身のペドロ・カンパーニャがいる。
1561年マドリードに首都が遷り、フェリペ2世自身は郊外のエル・エスコリアルに住んだため新たな宮殿や教会が多数建てられた。そのため画家の需要は激増した。この活気に満ちた時代で特筆するべき人物としてはルイス・デ・モラレスがいる。「聖なるモラレス」と形容される彼は1545年のトレント公会議といった対抗宗教改革の意識を持ち、深くカトリックに帰依しある種の神秘体験を経験している。そのため彼の絵は宗教画しかない。ただ聖母子の優しい表現や、生々しいピエタの表現などその絵画技術は卓越しており注目される。ポルトガル系の家柄に生まれたアロンソ・サンチェス・コエーリョはティツィアーノの作風を学び、肖像画家として絶大な名声を保持した。彼はまた宮廷画家としてエスコリアルの内部装飾を担当し、多くの宗教画を描いている。エスコリアル宮の装飾はこの時代の最大の仕事であり、コエーリョ以外にも耳と発声の障がいを患ったフアン・フェルナンデス・デ・ナヴァレッテが活躍し、帝国の威容を誇示した。ただエスコリアル宮も外国の、主にイタリア系の画家が多数加わっており代表的な人物としてはフェデリコ・ズッカリとその後継者のペッレグリーノ・ティバルディがいる。カトリックの盟主であったフェリペ2世の拠点ということだけあって、この時代のカトリック圏の芸術の粋を集めた壮麗な空間が誕生したのである。

### エル・グレコ
エル・グレコは、フェリペ2世の時代で最も重要な芸術家であり、後期マニエリスムの代表的存在である。本名はドメニコス・テオトコプーロスであり、エル・グレコはイタリア語で「ギリシャの」という意味のグレコに、スペイン語の定冠詞がついたものである。1541年ヴェネツィア共和国の支配下にあるクレタ島に生まれ、現地に色濃く残るビザンティン美術の伝統を継いだ。ヴェネツィアに渡り以後イタリア各地を渡り歩きながらイタリアルネサンス絵画の技法を習得し、特にティツィアーノやティントレットに代表されるヴェネツィア派の絵画に傾倒し自らの画風を確立する。彼は正確な理由は不明だが（一説によると神のように崇められていたミケランジェロを酷評したためとも）ローマを去り、1577年にはトレドにいた。イタリアのように画家の地位が高くないスペインでの生活は彼にとって厳しく、またエル・エスコリアル宮殿の祭壇画『聖マウリティウスの殉教』もフェリペ2世は気に入らず飾られなかった。絶えず注文主との金銭的なトラブルにあったが拠点を置いたトレドを中心に活躍し1614年に亡くなった。そのためトレドの教会に多くの傑作が残っている。代表作は『オルガス伯の埋葬』 (サント・トメ教会、トレド) である。
エル・グレコのビザンティン美術の流れを汲む奇抜な構成は、理解者に恵まれなかったとはいえ一定の評価がされていた。しかし彼の晩年にはバロック絵画の隆盛によってマニエリスムの美術は古いとされ、少しずつ忘れ去られていった。再評価は20世紀を待たなければならないが、その個性はスペイン美術において名実ともに最大の巨匠のひとりである。

## 帝国の斜陽　スペイン・バロックの萌芽　1621年まで
1598年に即位したフェリペ3世は祖父や父のような器量と才知を持てず、無駄な遷都、労働力や農民として帝国に貢献していたモリスコ（キリスト教に改宗した元イスラム教徒）追放などを行い、国力を疲弊させた。政治はレルマ公爵が怠惰な王を支えたが、この関係は寵臣政治の形成をもたらしてしまう。しかし公爵はこの時代の画家のパトロンとして活躍し、イタリアの版画を収集したり1603年に訪問してきたルーベンスに肖像画を描かせたりしており、この時代の美術の中心的な存在となる。
公爵が呼んだ画家としてエスコリアル宮で働いていた、フェデリコ・ツッカリの弟子であったイタリア人画家バルトロメ・カルドゥッチョが挙げられる。師から受け継いだ保守的な絵を多く描いたが実務家としても優れ、多数のイタリア人画家がスペインにやってきたのである。しかし保守的な画家ばかりで当時ローマで席巻していたカラヴァッジョやカラッチなどのバロック的表現はまだ受け入れられなかった。バルトロメの弟ビセントも公爵の下で精力的な活動をする。保守的な作品を描いたものの、かなりの読書家で蔵書を大量に残した教養人でもあり、画家という仕事の地位をスペインにおいて高めるという大きな役割を果たした。同僚の画家エウジェニオ・カヘスと共に、実りはしなかったもののマドリードに絵画アカデミーを創設しようとした運動を起こした人物でもある。他には驚異的な精巧さを持つ静物画を描いたフアン・バン・デル・アメンが活躍した。
公爵の息子ウセダ公爵は陰謀で父親を追放し、美術にも関心がなかったのでマドリードの宮廷美術は停滞期を迎える。

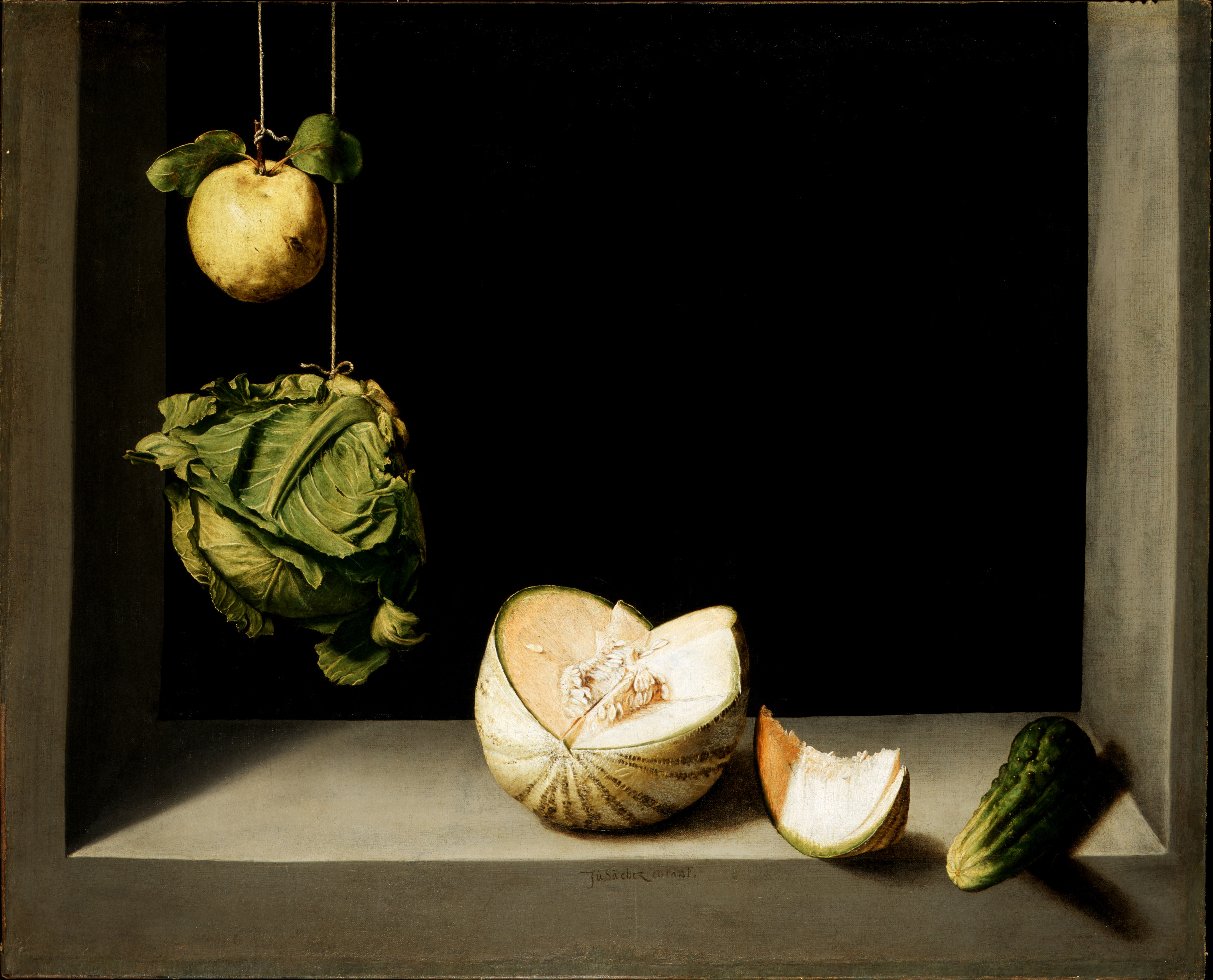
フアン・サンチェス・コターン：『マルメロ、キャベツ、メロン、胡瓜のある静物』、1602年頃、画布に油彩、68,9 × 84,5 cm 、サンディエゴ美術館。

旧都トレドでは独立的に絵画の伝統を保っていた。1627年まで筆を持ったフアン・サンチェス・コターンは宗教画も多数残しているが彼の本領は静謐な静物画であった。厨房を描く（ボデゴン）という伝統を創り出し、その高い写実性は非常に高く評価されている。スペインの自然主義絵画の先駆であり、マニエリスムからバロックへ移る起点となった。フアン・バウティスタ・マイノはトレドにカラヴァッジョ風の絵画を導入した人物であり、後進たちに大きな影響を与えることになった。しかし彼は1613年に筆を折り、スペイン絵画の黄金時代を統治することになるフェリペ4世（当時は皇太子）に芸術の教育を施した。カラヴァッジョの影響を受けた他の画家に、エル・グレコ門下で独特の表現を残したルイス・トリスタンやペドロ・オレンテなど、トレドが絵画の中心を担った。
バレンシアでもフランシスコ・リバルタが動的な宗教画を描き、セビリアではベラスケスの師であるフランシスコ・パチェーコが写実的な作品を残し、一時代を築き上げた。彼は『絵画芸術論』という理論書も残している。これらの画家たちから次世代は学び、偉大な時代が訪れることになる。

## 黄金時代　1640年まで
フェリペ4世が1621年に即位した。彼はマイノの教育のためか祖父フェリペ2世のように美術を愛した。

### ディエゴ・ベラスケス (1)
ディエゴ・ベラスケスは1599年セビリアに生まれる。貴族の家系と年代記の作者は書いているものの具体的な根拠はなく、ポルトガルから来たコンベルソ（キリスト教に改宗した元ユダヤ教徒）の家系とされる。同郷の画家パチェーコのもとで研鑽を積む。初期の作品はやはりボテゴンの絵が主であるが、その高い技術力からセビリアにいたころから宮廷の目に留まっていた。1623年にマドリードへ行った際オリバール伯爵ガスパール・デ・グスマンの紹介でフェリペ4世の肖像画を描き、若い国王に気に入られて宮廷に呼ばれる。1627年に『スペインからモリスコを追放するフェリペ三世』（現存せず）のコンペティションが行われ、長老格のビセンテ・カルドゥチョらそうそうたる顔ぶれの中ベラスケスは参加し、見事勝利した。以降フェリペ4世の絶大な信頼を受け宮廷画家として確固たる地位を早くも掴んだのである。

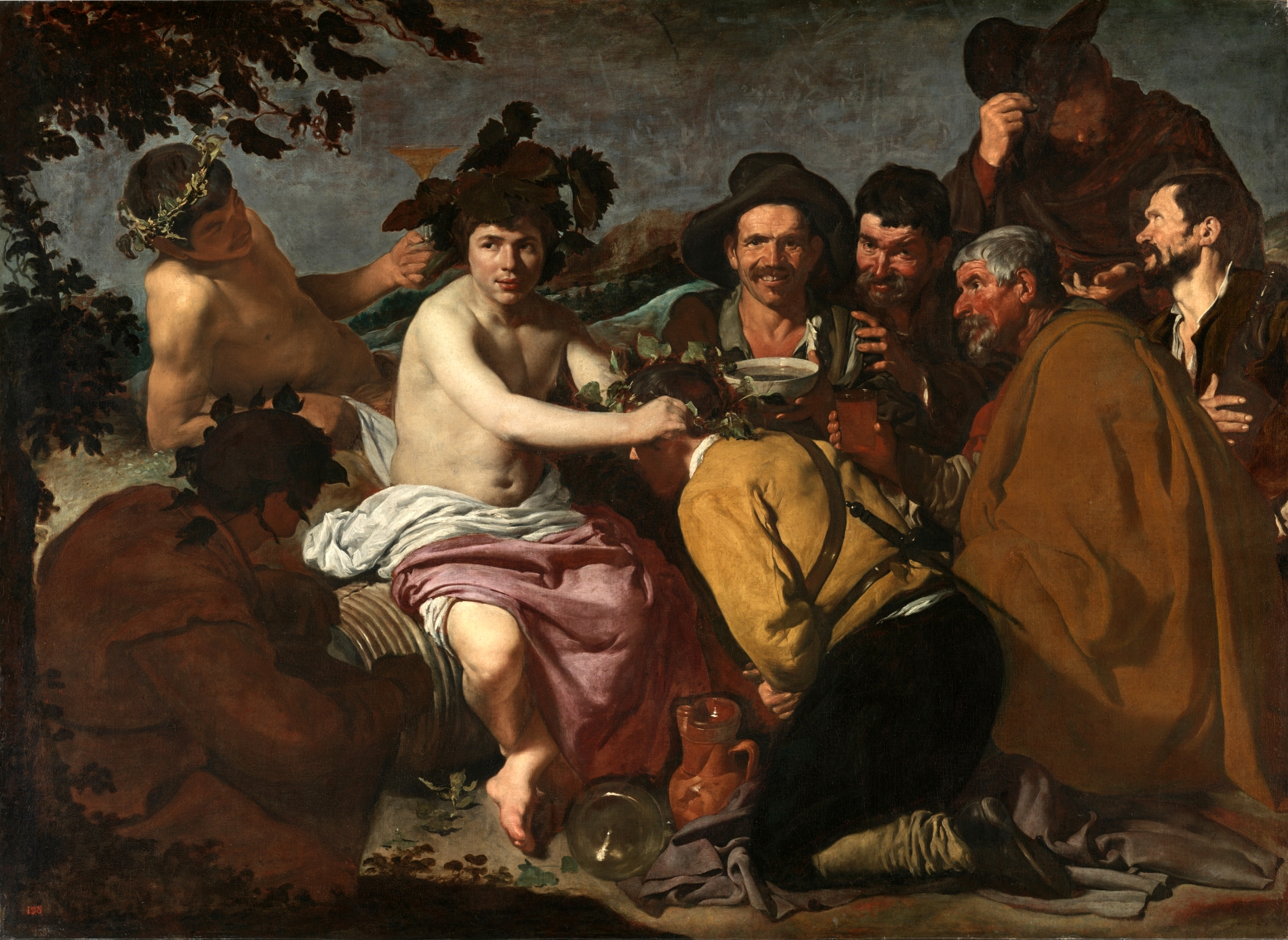
ディエゴ・ベラスケス：『バッカスの勝利』、1628 -1629年、画布に油彩、165 cm × 225 cm 、プラド美術館。

彼は敵を作らないよう控えめに過ごしていたが、絵画の研究を惜しまなかった。オランダ絵画を版画を通じて学び取り、1628年にルーベンスがマドリードに長期滞在した際に親交を結んだ。ベラスケスはルーベンスから深い影響を受け、彼の技法や構図をまねたりしている。『バッカスの勝利』 (プラド美術館) がこの頃の代表作。また、ルーベンスの「イタリアに行くといい」という助言を受けすぐさまイタリアへ行くというほど彼を尊敬していた。
1629年外交官の役割も兼ねながら、ヴェネツィアやフェッラーラ、ナポリそしてローマに最も長く滞在した。イタリアの巨匠たちの絵画をどん欲に吸収して1630年に帰ってきた。しかし単なる技法の習得だけではなく様式まで学び取り、スペイン宮廷でこれまで見たことのない大胆な背景を用いた絵を描くようになる。彼自身はその後王宮の装飾などを手掛けるが、時代的にネーデルランドやフランスとの相次ぐ戦争があり、戦争を主題にした絵をたくさん描いている。カルドゥチョら先行作品を学び描いているが1634年の『ブレダの開城』 (プラド美術館) は敵味方が対等に描かれており斬新な表現がなされている画期的な傑作であった。鍵を渡す際の図像は劇作家カルデロンの『ブレダの包囲戦』という作品の一節から来ているとされる。
カルドゥチョやカヘスら長老が亡くなると、ベラスケスは宮廷画家として絶大な力を持つことになる。王室コレクションの管理や画家の招聘など様々な業務を行っている。1636年から1640年まで王室周辺の人物の肖像画や神話や古代の人物たちを描いている。とうに存在していない人物であっても現実を写し取ったかのような迫真性は、肖像画の極致といわれる。彼は宮廷画家であるが宗教画を比較的描いていないことも特筆される。無論宗教画の需要は多かったので同時代にはアントニオ・デ・ペレーダやフライ・フアン・リシなどの宗教画家が活躍していた。

### フランシスコ・デ・スルバラン (1)
フランシスコ・デ・スルバランは1598年にエストレマドゥーラ地方に生まれ1614年から絵の修業に励んだ。しばらくは画工として彩色業を担当していたが、1626年再婚相手のベアトリス・デ・モラリスのつてでセビリアに進出する。教会の祭壇画など精力的に活動するほか、足場を強固にするため安い値段で作品を売ったため人気の画家になった。1627年に描いた写実的な肉体表現を施した『十字架上のキリスト』 (シカゴ美術館) で名を馳せ、翌年のペドロ・ノラスコの連作画、有名なものに『聖ペドロ・ノラスコに現れる聖ペテロ』 (プラド美術館) でその地位を不動なものにする。彼の作品は明暗の劇的な対比と静かな構図が特徴的で、注文主の嗜好にも配慮して創作したという。
こうしてセビリアを代表する画家になったスルバランの名はマドリードの宮廷にまで届き、1634年におそらくはベラスケスの招きによってマドリードにやってきた。『カディスの防衛』 (プラド美術館) などを手掛けるが、静謐な絵画を得意とする彼はダイナミックな表現が求められる戦争画には向いておらず、あまり賞賛されなかった。そして失意のうちに再びセビリアへ戻るが、成熟した彼の絵筆は止まらなかった。これまでのスペイン全体の画家に共通してイタリア絵画を模倣するという傾向があったが、スルバランは自らのスタイルを重視して前例のない図像を生み出していった。宗教画のみならず肖像画やコタンの系譜を継ぐ精巧な静物画まで幅広く手掛けていく。また、後述するナポリのリベラの影響を受けているとされ、セビリアのアルカラ公爵が収集したイタリア絵画のコレクションを学び、自作の表現を多様化させた。そして1639年サンタ・マリア・デ・グアダルーぺ修道院への絵画制作がキャリアの盛期と言えるだろう。

### アロンソ・カーノ
アロンソ・カーノは1601年グラナダ出身の画家でセビリアに移り、ベラスケスと同じくパチェーコに師事。そのためベラスケスとは知り合いで長年友情関係で結ばれることになる。彼は彫刻も学んでおりそこで培った手法で古典的な雰囲気を出した。典型的なセビリア絵画の流れとは異なった所に位置する画家であり、スルバランのライバルでもあった。1638年にベラスケスの招きでマドリードへ移り、その独特の絵画で地位を確立していく。

### ホセ・デ・リベラ
ホセ・デ・リベラは1591年バレンシア近郊で生まれたが、1615年まで確固とした足取りが掴めない画家である。ただ1610年程から北イタリアを周遊しパルマにいたことが分かっている。北イタリアの自然主義を会得し、それからローマへ移りカラヴァッジョらバロック絵画を生身で体感する。リベラの持つ重たい黒の表現や、人を美化せずその醜い部分までも鮮明に描写する作風はカラヴァッジョから学んだものと言える。また、当時ローマは様々な地域から絵の留学生が集っていたため、ネーデルラント系の画家たちとの交流の跡が見られる作品もある。そして1616年にローマで学んでいたサン・ルカ美術アカデミーに別れを告げて、当時スペインの飛び地的領土であったナポリへ向かった。

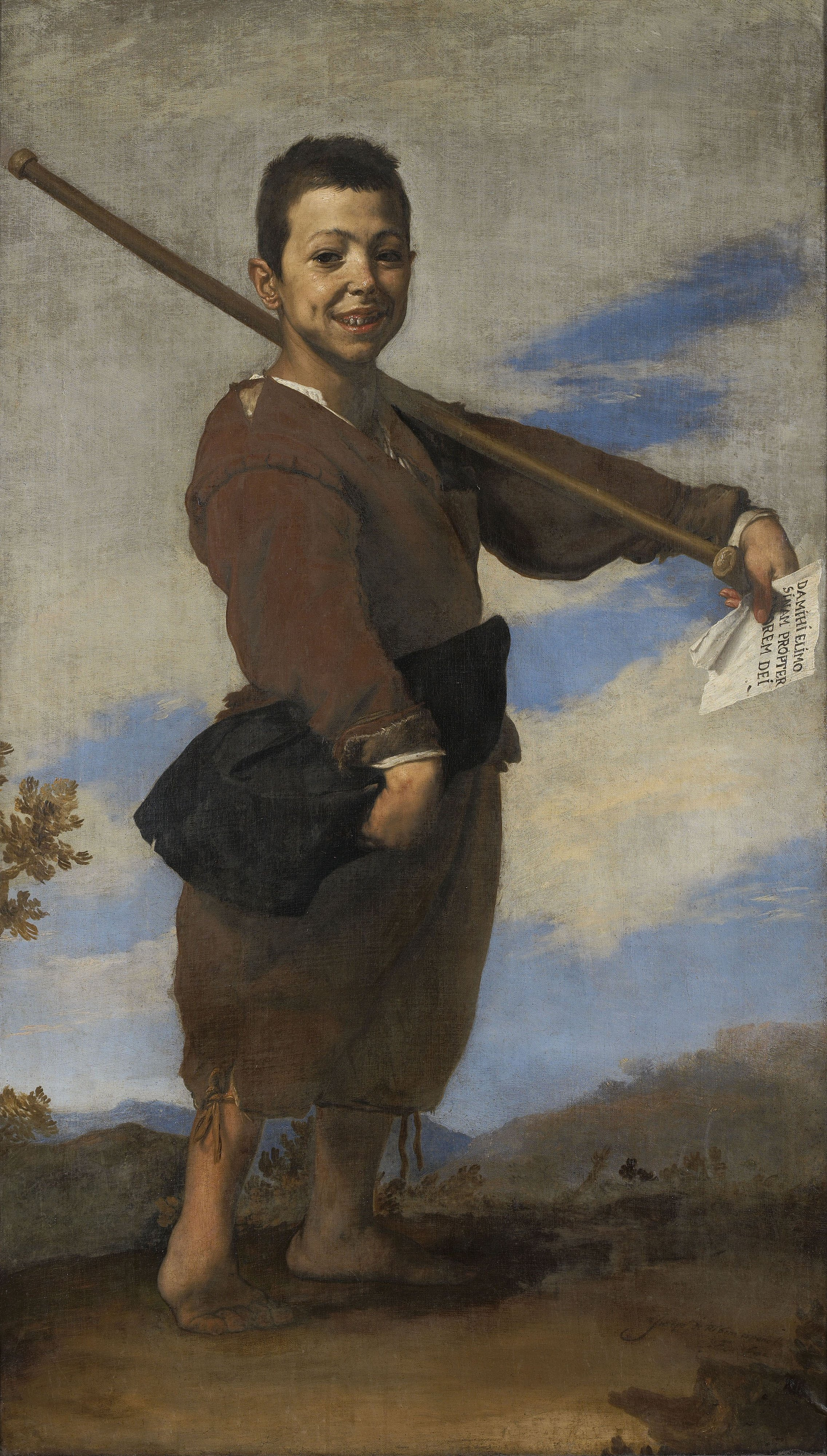
ホセ・デ・リベーラ：『えび足の少年』、1642年、画布に油彩、164 x 94 cm 、ルーヴル美術館。

着くや否やオスナ公爵に抱えられ、彼のために絵筆を振るうことになる。劇的な明暗法や迫力ある筆致に磨きがかかり、一気にナポリ周辺の画家の盟主となっていった。経済的にも安定して歴代スペイン副王からの受注も答えた。エッチングにも長け版画によって広範な影響をあたえることになる。当時ナポリ屈指の絵画コレクターであるガスパール・ローメルのコレクション、特にルーベンスやその弟子であるヴァン・エイクらの作品から学んだ。しかし彼の前期のキャリアを観るとやはりカラヴァッジョの影響が圧倒的である。
1629年にはセビリアのアルカラ公爵の受注が入り、肖像画『デモクリトス』 (プラド美術館) を含んだ作品群を描いた。この作品は完成された写実性と明暗法からリベラの代表作とされる。公爵との実り深い交流によって様々な傑作が海を越えてセビリアに入ってきた。そのためセビリアにいたスルバランやアロンソ・カーノなどに大きな影響を与えたのだった。
自らも1630年代半ばからローマにいたフランス系の画家たち、例えばクロード・ロランの風景画に影響を受け、これまでの陰影法とはまるで違う牧歌的で鮮やかな青を試したりしている。カラヴァッジョ風からリベラ独自の芸術を創り上げるべく、研鑽をつづけた。その成果と言えるのが『ヤコブの夢』 (プラド美術館) である。人物のずば抜けた写実性はもちろんであるが背景の表現はカラヴァッジョから離れていることが分かる。このように独自の道を切り開いて、ますます名声を確かなものにするのだった。

## 爛熟期　1640年以降
この時代はスペインにとって苦難の時代だったといえよう。オランダやフランスとの相次ぐ戦争によって疲弊し、国庫は破綻している。しかし軍事と経済の著しい後退と反比例するかのように巨匠たちが活躍した。

### ディエゴ・ベラスケス (2)
ベラスケスは、相次ぐ戦争の最中でも宮廷画家の仕事を全うしている。それどころかティツィアーノやルーベンスを研究し、より成熟した作品を創り上げた。1648年の『ヴィーナスとキューピット』ではスペイン絵画として珍しい女性裸体が描かれている。これはティツィアーノが宮廷コレクションにのこした『ポエジア』という神話の連作から着想を得ており、彼とルーベンスの裸体表現を参考に仕上げている。この頃から精力的に宮廷のコレクションを整理し始めるので、それまでに蓄積された巨匠たちの絵画と直に触れられる機会ができたのは大きかった。
1649年から再度ヴェネツィアへ行きそれからローマに1651年まで滞在した。イタリア絵画の買い付けだけでなく外交官としての仕事も果たしていたとされる。彼は1650年に教皇インノケンティウス10世と面会し『インノケンティウス10世の肖像』 (ドーリア・パンフィーリ美術館) を描きあげ、彼の肖像画で最もすぐれた作品のひとつとされる。また当時のローマではやはりフランスのクロード・ロランらが戸外での製作をしていたので、それを参考にベラスケスも戸外で『ヴィラ・メディチの庭園』 (プラド美術館) を残している。このように彼の名声は全ヨーロッパに広がりつつあり、教皇や英国王チャールズ一世のコレクションに収められるようになった。
王宮の装飾など様々な仕事を精力的にこなすベラスケスに対し、フェリペ4世は名誉あるサンチャゴ騎士団の称号を与えようと思い始める。身元調査などを秘密裏に行い1658年にサンチャゴ騎士団員になる。一画家では到底なりえない名誉を手にする時期周辺に描かれたのが『ラス・メニーナス』である。自身の肖像も描きこまれているがそこにある騎士団のマークは、授爵されてから付け加えたものである。晩年も全く衰えることなく大作を完成させていった。1660年に長年続いたフランスとの戦争が終わり、フェリペ4世の娘マリー・テレーズとルイ14世の婚儀を取り仕切る仕事をし終えると熱病に倒れ、マドリードでその栄光に満ちた生涯を終えた。

### ベラスケスの影響

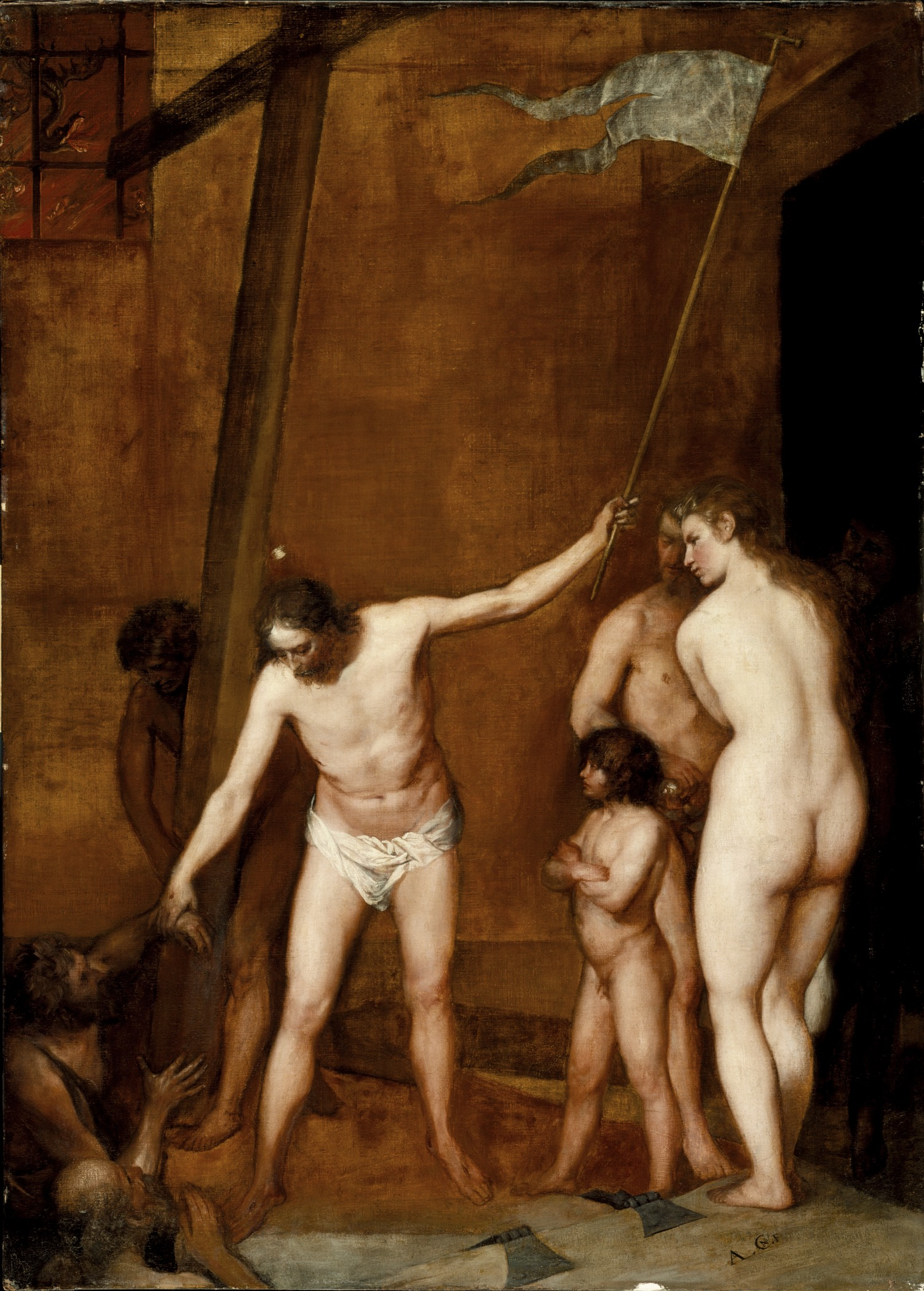
アロンソ・カーノ：『辺獄への降下（Descenso al Limbo ）』、1655 年頃、画布に油彩、169 x 120 cm 、ロサンゼルス・カウンティ美術館。

ベラスケスは寡作であり、ほとんどの作品が王宮にあったため（それ故現在も彼のほとんどの作品はプラド美術館にある）宮廷に近い画家にしか影響は与えられなかった。ベラスケスに招かれて宮廷に来たアロンソ・カーノはセビリア時代、輪郭線をしっかりとった彫刻的な人物像を描いていたが宮廷時代に接したベラスケスの絵画を学び、その固い表現は柔らかい色彩表現へと変貌した。人体の研究も始め裸体像にも挑戦している。しかし彼の妻が1644年に殺害され犯罪者として怪しまれると、彼はこの環境に幻滅し宮廷を去って故郷グラナダに戻った。1657年から1660年まで一時的にマドリードに戻っているが、余生をグラナダで過ごした。

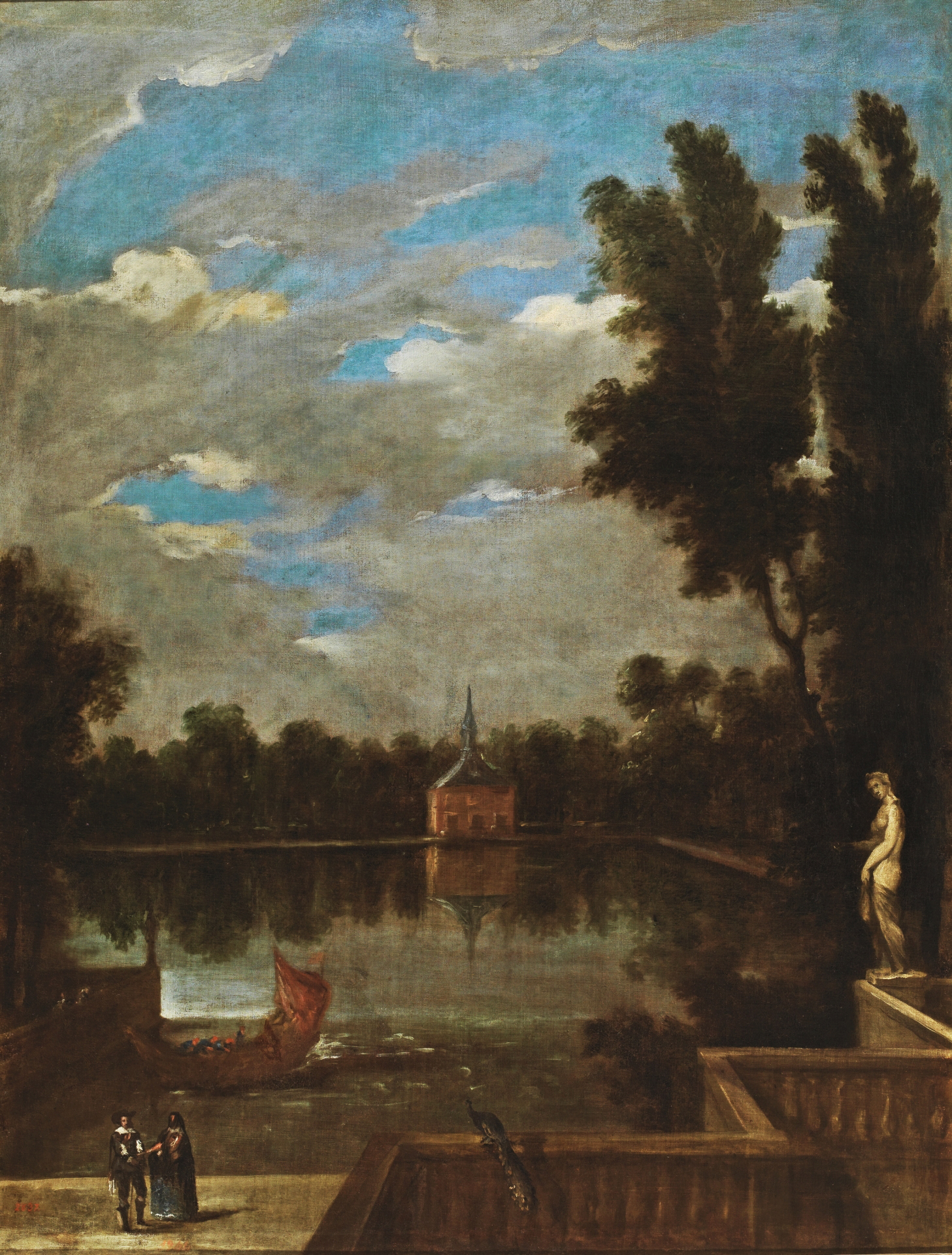
フアン・バウティスタ・マルティネス・デル・マーソ：『ブエン・レティーロの池（Un estanque en el Buen Retiro ）』、1657年、画布に油彩、147 x 114 cm 、マドリード歴史博物館。

ベラスケスの弟子として働いていたフアン・マルティネス・デル・マソは過去の巨匠の複製画や、王室の肖像画を多数残している。当時のスペイン美術として大変珍しいオランダ風の風景画を描いていることは注目される。ベラスケスの死後宮廷画家の地位を引き継いだ。

### ルーベンスの追従者たち
この時代の画家たち、特に1640年代以降ルーベンスの絵画は一つの芸術の頂点として受容されていった。直接交流のあったベラスケスの次の世代にあたる彼らは、ルーベンスの作品をよく研究し迫力ある作品を残した。1614年生まれのフランシスコ・リシはセビリアで活躍した後、マドリードに昇り1639年から宮殿の装飾画家としてルーベンスの作品と直に接して多大な影響を受けている。彼のセビリア風の自然主義的絵画がルーベンス風の色彩表現に変わっていった。彼は同い年の優れた画家フアン・カレーニョ・デ・ミランダと共にルーベンス風のフレスコ画を描いている。代表作はサン・アントニオ・デ・ロス・ポルトゥゲーセス聖堂の円蓋に描かれた『聖アントニウスの幻視』でふたりの共作である。カレーニョもリーシを通じてルーベンスを研究してルーベンス風の宗教画を残している。その迫力と色彩表現は高く評価され、時代を代表する画家のひとりになる。彼は1671年から宮廷画家に任命された。他には後にムリーリョに多大な影響を与えるフランシスコ・エレーラ (子)がいる。

### フランシスコ・デ・スルバラン (2)
彼が生まれた時のセビリアはヨーロッパ一の港として繁栄を極めていたが、この時代になると経済的に衰退していった。また、1649年の疫病で人口が半減するなどセビリアの没落は深刻であった。その環境は当地で確固たる地位を築きあげたスルバランにものしかかることになる。彼の絵を買ってくれていた教会がその余裕を失い、彼の絵はあまり売れなくなったのである。さらには家族も疫病で失っている。ようやく復興がなされ絵画市場が再び開かれると彼は精力的に活動を開始するが、もうセビリアの人々は彼の厳格な様式を好みはしなかった。1640年代から急に頭角を現したバルトロメ・エステバン・ムリーリョという新星に注文は集中して、スルバランの絵は時代遅れとされるのだった。1658年にベラスケスを頼ってマドリードに昇るが、度重なる不幸に枯れてしまった彼は復活することなく、1664年マドリードで失意のうちに亡くなった。

### バルトロメ・エステバン・ムリーリョ
1618年にセビリアで生まれた彼は当初セビリア伝統の自然主義的な作品を作っていたが、ルーベンスの影響を汲んだフランシスコ・エレーラの作品を学び、豊かで柔和な色彩表現を編み出した。1645年セビリアのフランシスコ会修道院の装飾で名を馳せ、先輩のスルバランの地盤を脅かす存在へと成長していった。その後はフランシスコ会関係の仕事を任されるようになり、画家としての地位を確固たるものにすると、教会以外の富裕な市民向けにも作品を描くようになる。彼の描く柔和で優し気な人物像が人々の支持を得て、セビリアを代表する画家となる。

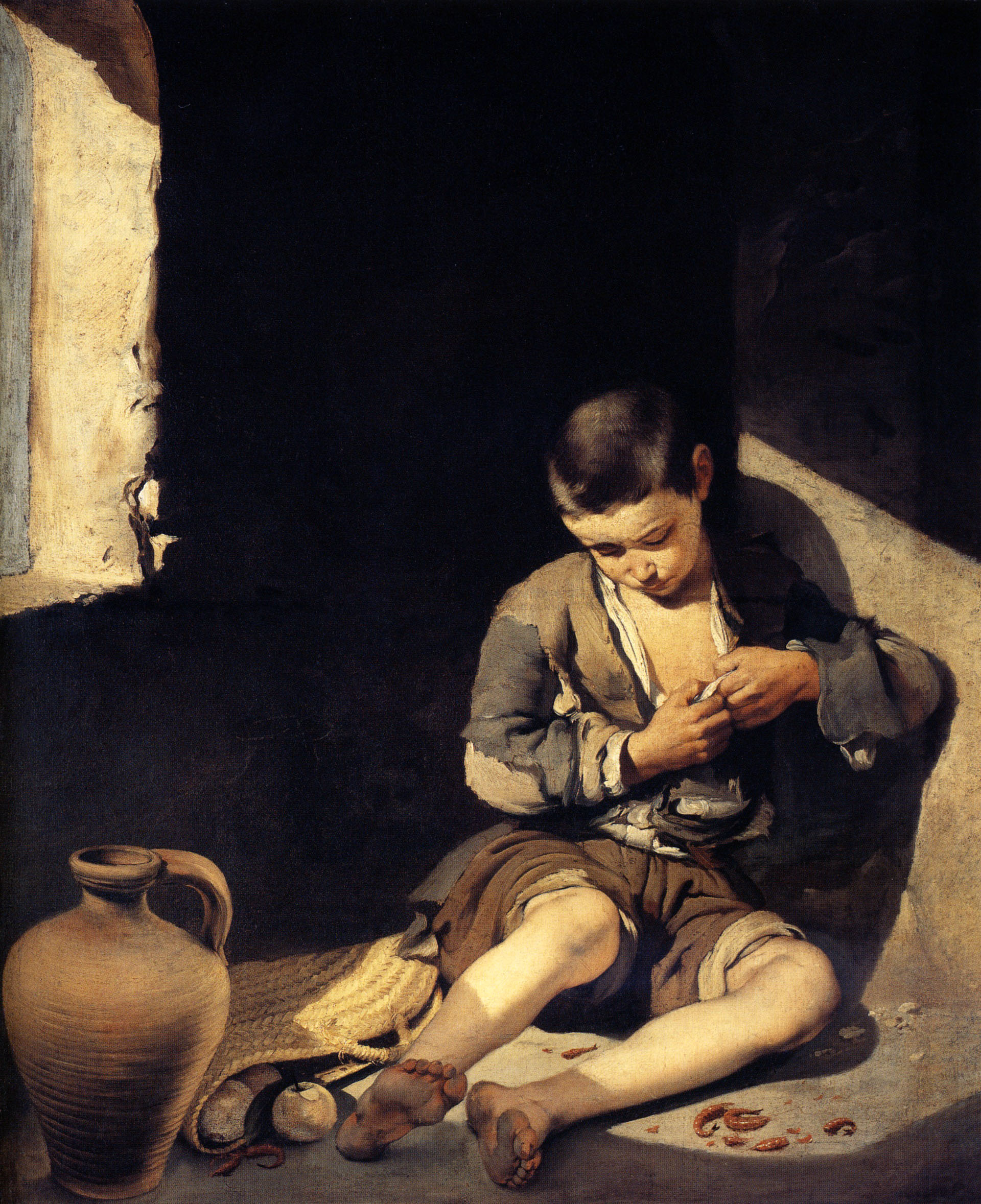
バルトロメ・エステバン・ムリーリョ：『乞食の少年』、1650年頃、画布に油彩、134 cm x 110 cm 、ルーヴル美術館。

ムリーリョは宗教画のみならず世俗的な絵をいくつも残しており、その観察眼の鋭さも高く評価されている。1650年に完成した『乞食の少年』はその好例であり、彼の代表作の一つである。強烈な明暗対比の中で俯く少年をリアルに描き出しており、高い筆力が窺える。ナポリのリベラ作『えび足の少年』といった社会の下層部に位置する人々をそのまま表現するピカレスク的（反騎士道、非貴族的な表現。当時流行していた悪漢小説の影響か）作品の系譜をしっかりと受け継いでいる。
彼の代名詞と言えるのは『無原罪の御宿り』という作品で、生涯を通じいくつも描かれている。これは疫病など社会不安の時に特別高まったマリア崇拝の賜物で、人々は溢れる信仰心を注いだ。その時流に合わせてこれらの作品を描いたムリーリョは圧倒的な地位を確立するのだった。同世代のライバルとしてフアン・デ・バルデス・レアルがおり、彼との切磋琢磨によって非常に磨き上げられていった。バルデス・レアルは残酷といえるほど生々しい表現を追求したので、ムリーリョと異なる傾向だったためか市場を奪い合う関係ではなく、共にセビリアで美術アカデミーを創設する運動を起こしていくのである。
1660年代にはムリーリョの名声はヨーロッパじゅうに広がっていた。通称「暖かい様式」と言われる彼の画業の最も華やかな時期であり、円熟した表現が達成されている。彼の絵の購入者も国際的な広がりをみせる。特にムリーリョの絵はイギリス人に評価され多数の作品が渡り、18世紀のイギリス絵画に多大な影響を与えることになる。彼の絵はスペイン絵画の集大成でもあり、次の時代のロココ絵画の先駆とも言われている。彼の国際的な影響力故に最も有名なスペイン人画家であり、ベラスケスの作品が公になるまで名実ともに最大の巨匠として美術史に君臨することとなった。1682年に没した。

### フアン・デ・バルデス・レアル

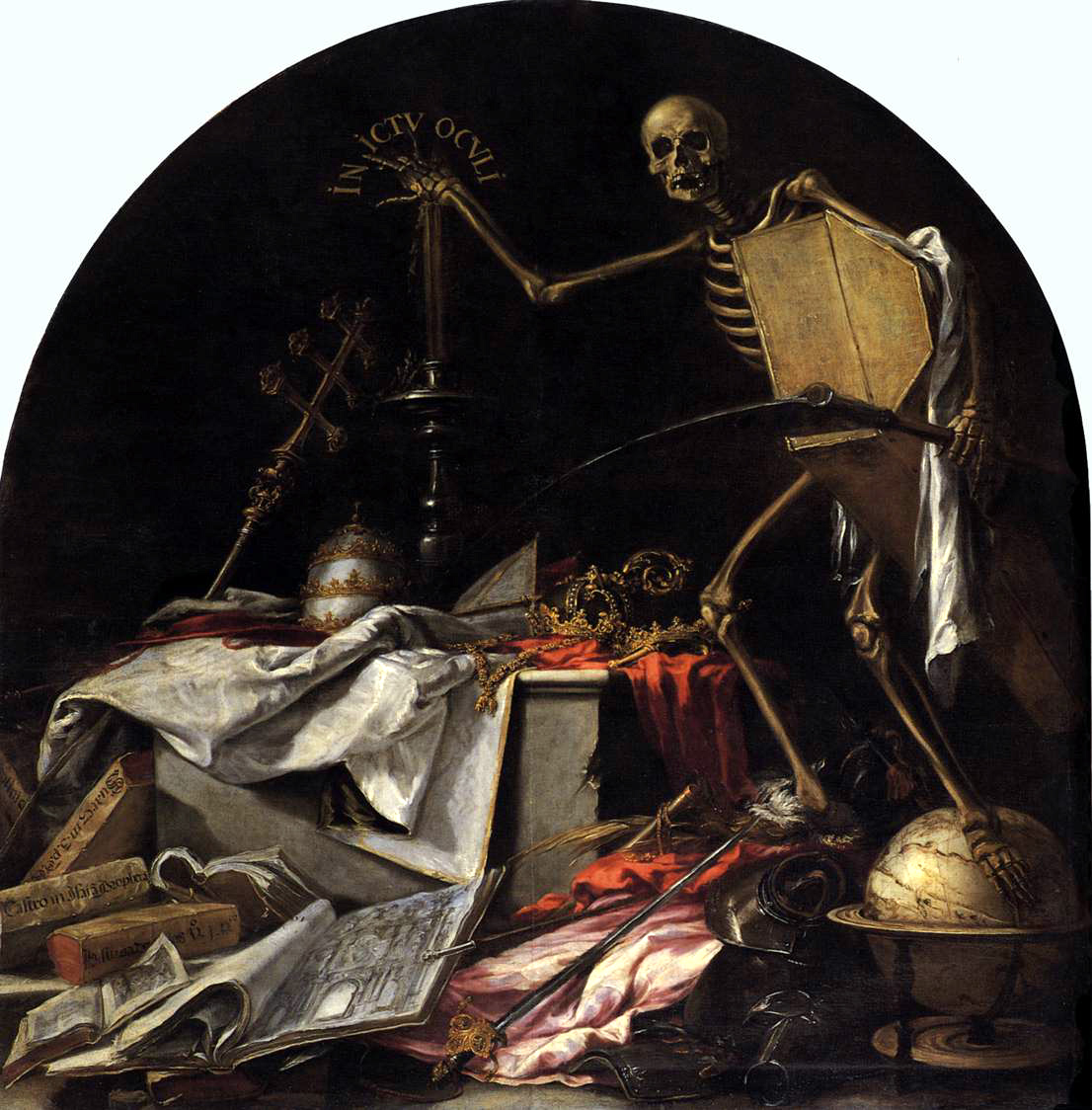
フアン・デ・バルデス・レアル：『束の間の命（In ictu oculi）』、1670-1672年、画布に油彩、220 cm x 216 cm 、セビーリャのカリダー施療院。

ムリーリョが17世紀後半のセビリア絵画の光とするなら、フアン・デ・バルデス・レアルはその影にあたる。セビリア生まれで1622年に洗礼を受けたことが分かっているが、その足取りは不明なところが多い。セビリアの自然主義を習得し明確な線描が特徴。1653年から手掛けたカルモーナの修道院装飾で名を上げた。以降、彼の表現は動きに満ちた激しいものへと変わっていき、筆致も荒々しくなっていった。強烈で劇的な表現を目指したため、同時代のムリーリョとは親交があったとはいえ正反対の美意識を持っていた。
1664年にマドリードへ旅行しておりフランシスコ・リーシら当時宮廷で活躍していた画家たちの作品から学び、その表現が深まっていく中で、明るい色調の作品も描くようになった。代表的な作品は「死の寓意」の連作であり、確かな描写力と陰気で激しい迫力を備えている。ヴァニタスの発露からしてバロック絵画の典型と言えよう。大きな成功を勝ち取りながら1690年に没した。これをもって17世紀セビリア絵画の終焉とされる。

## 終焉
1664年にフェリペ4世が亡くなり、カルロス2世が即位した。病弱な王は経済や国力の立て直しはできず、強大な力を持つようになった隣国フランスのルイ14世に悩まされることとなる。領土も縮小しかつての栄光も消えていった。そして1700年にカルロス2世は没し、スペイン継承戦争が勃発するのだった。
画家たちも前時代の偉大な達成の模倣に終始した感が強く、また経済衰退のため市場も小さくなり絵画芸術は衰退した。この時期に注目されるのはクラウディオ・コエーリョで10代の頃リーシのもとで学び華々しい活躍を見せ、1680年代を代表する画家になった。エル・エスコリアル宮の装飾を手掛けており、名実ともに最後の巨匠と言っていい存在である。彼の死の前年1692年にナポリからルカ・ジョルダーノがマドリードにやってきて『スペイン・ハプスブルク家の勝利』という天井画をエスコリアル宮に描いたが、皮肉にもその数年後スペイン・ハプスブルク家は断絶してしまった。
アントニオ・パロミーノは画家であるが「スペインのヴァザーリ」と呼ばれるように、1724年に完成した『絵画美術館と視覚規範』という著作を残し、黄金時代に活躍した画家の評伝を書いている。この評伝が今も研究の基礎文献として使われており、最後の総仕上げ的な記念碑でもあった。